# Todo el poder
Todo el poder es una película mexicana cómica del 2000 dirigida por Fernando Sariñana. La película pretende ser una comedia de denuncia acerca de la inseguridad, corrupción e impunidad que priva en las zonas urbanas.

## Datos adicionales
- Duración: 105 min.
- Sonido: Pedro Mejía.
- Portada: Trino Camacho (Trino).

## Argumento
Después de ser asaltado varias veces, un documentalista (Demián Bichir) decide investigar a un policía (Luis Felipe Tovar) para descubrir quién está detrás de los delitos. Sofía (Cecilia Suárez), una aspirante a actriz desempleada, ayuda a Gabriel a desenredar una complicada red de corrupción que se dedica al robo en el Distrito Federal.

## Reparto
- Demián Bichir como Gabriel.
- Cecilia Suárez como Sofía Álvarez.
- Luis Felipe Tovar como el Comandante 'Elvis' Quijano.
- Rodrigo Murray como Martín.
- Diego Luna como Esteban.
- Ximena Sariñana como Valentina.
- Carmen Salinas como Doña Cleo.
- Fernanda Tapia : "Narradora" (voz en off)